# Echeveria lozanoi
Echeveria lozanoi är en fetbladsväxtart som beskrevs av Joseph Nelson Rose. Echeveria lozanoi ingår i släktet Echeveria och familjen fetbladsväxter. Inga underarter finns listade i Catalogue of Life.